# Ретро (футбольний клуб)
«Ретро» — аматорський футбольний клуб з міста Багачеве Черкаської області.

## Історія
Громадська організація "Дитячий футбольний клуб «Ретро» була створена 5 жовтня 2001 року. Саме дитячо-юнацька команда й стала основою для клубу «Ретро». Команда «Ретро» довгий час була відома по виступах на дитячо-юнацькому рівні. А міжнародний турнір «Кубок Ретро», організатором якого виступає саме клуб і який традиційно проводиться з 2003 року, відомий за межами України. За роки проведення турніру, його учасниками були близько 450 команд із України, Угорщини, Росії, Білорусі, Латвії та інших держав.
Доросла команда «Ретро» після низки товариських матчів з командами різної величини вирішило спробувати свої сили в Аматорській футбольній лізі і 2012 року дебютувала в всеукраїнських змаганнях, взявши участь в аматорському чемпіонаті та кубку України. В чемпіонаті команда поділила 7-8 місце, а в кубку вилетіла на стадії чвертьфіналу.
2013 року клуб знову заявився до аматорського чемпіонату України.